# فريسكيز
فريسكيز (بالإنجليزية: Friskies)‏ هي علامة تجارية لطعام القطط والحيوانات الأليفة، وهي مملوكة من شركة نستله بورينا، وتشمل الطعام الطري والجاف متعدد النكهات.

## التاريخ
أنشئت فريسكيز كشركة لطعام الكلاب في 1930. وأنتج الطعام المعلب في 1948، أما طعام القطط الجاف فقد تم بيعه في 1958.
في 1985، تحولت ملكية الشركة من شركة كورنيشن إلى شركة نستله.